# 山田匡通

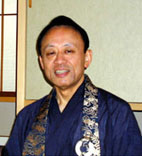
山田 匡通（凌雲）

山田 匡通（やまだ まさみち、あるいは山田凌雲、- りょううん、1940年5月5日 - ）は、日本の実業家（イトーキ会長、三菱証券元会長、東京顕微鏡院理事長）、禅指導者（三宝禅4代管長・正師家、凌雲軒山田大通）。

## 略歴

### 学歴
1940年5月5日、山田耕雲（山田匡蔵、のち東京顕微鏡院理事長）の子として満洲に生まれる。
1964年、慶應義塾大学経済学部を卒業。1969年、三菱銀行在職中にハーバード・ビジネス・スクールを修了（MBA）。

### 職歴
1964年に旧三菱銀行に入行。1991年に常務に就任し、東京銀行との合併を主導。合併後、専務を経て、2002年に三菱証券（現、三菱UFJモルガン・スタンレー証券）に出向して社長、のちに会長に就任。2004年に東京急行電鉄常勤監査役を経て、2005年にイトーキ取締役、2007年に同会長就任。並行して2007年に東京顕微鏡院理事長、翌2008年にこころとからだの元氣ブラザ理事長に就任。2017年より日本ファシリティマネジメント協会会長。

### 禅歴
小学生の頃より父に坐禅を指導され、1956年に安谷白雲に師事、1964年に見性、1978年に父の下で罷参（立職）、1991年に窪田慈雲に嗣法、三宝禅指導者（正師家）となり、2004年に4代目管長に就任。以降、参禅者やビジネスマンに禅を指導し、2010年代後半からはマインドフィットネスを提唱。2018年には宗教法人名を三宝教団から三宝禅に改称した。

## 家族
父は三宝禅2代管長で東京顕微鏡院元理事長、日本油脂常務の山田耕雲、母は医師で東京顕微鏡院名誉理事長の山田和江、姉は元朝日ジャーナル編集長の下村満子、弟の山田洋輔は三菱化学副社長。

## 弟子
佐藤研（窮雲軒佐藤研眞、立教大学名誉教授、三宝禅指導者）

## 著作物
- 『マインドフィットネス入門 - 禅の瞑想によってあなたとあなたのビジネスが生まれ変わる - 』（ダイヤモンド社、2021年）

### 雑誌
- CiNii>山田匡通

## その他
山田家は二本松藩の家老の家柄である。